# Tunnelvisie (onderzoek)
Tunnelvisie, in de context van een zoektocht naar de juiste interpretatie van een verzameling waarnemingen, is het bezien van alle aanwijzingen vanuit één als juist aangenomen hypothese, waardoor andere verklaringen over het hoofd worden gezien, bijvoorbeeld bij het oplossen van misdrijven. 
Tunnelvisie is de onkunde, onwil of onmogelijkheid om bepaalde dingen waar te nemen die binnen iemands directe belevingswereld liggen. 
De reikwijdte van de mentale blik op concepten en begrippen wordt beperkt tot het eigen aandachtsveld. 
Er wordt ook wel gezegd dat iemand oogkleppen draagt: net als bij een trekpaard verhinderen dergelijke kleppen dat men om zich heen kan kijken en daardoor afgeleid raakt van hetgeen direct voor hem of haar gebeurt.
De term 'tunnelvisie' wordt ook wel gebruikt voor een bekrompen visie. Iemand met zo'n soort tunnelvisie heeft geen oog voor aanwijzingen of argumenten die niet in lijn zijn met de eigen vaste overtuiging.

## Situaties
Enkele situaties waarbij sprake kan zijn van tunnelvisie: 
- Bij opsporingsonderzoek waarbij de werkelijke toedracht van een misdrijf moet worden achterhaald en de verantwoordelijke persoon of personen opgespoord.
- Bij medisch onderzoek, waarbij de achterliggende oorzaak van de symptomen moet worden gezocht.
- Bij incidenten in de luchtvaart, waarbij piloten en luchtverkeersleiders aan de hand van het instrumentenpaneel en andere aanwijzingen moeten vaststellen wat de opgetreden afwijking heeft veroorzaakt en welke maatregelen moeten worden genomen.
- Bij incidenten in nucleaire energiecentrales en complexe chemische fabrieken waarbij abnormale signalen in de controlekamer moeten worden geïnterpreteerd, om de installatie in een veilige toestand te brengen of te houden.

## De rol van hypotheses
Bij een complex onderzoek worden niet alle aanwijzingen op een grote hoop gegooid in de hoop dat er vanzelf een conclusie uit komt rollen. Om effectief te werken, moeten verschillende hypothesen worden getest. Uit de eerste aanwijzingen kan vaak al een voorlopig beeld worden gevormd, waaruit een aantal vragen naar voren komen.
Door te werken aan de hand van de mogelijke antwoorden op die vragen, kan veel gerichter worden gezocht naar de beste verklaring. Zodoende spelen deze hypothesen een nuttige en vaak onmisbare rol. Er is pas sprake van een tunnelvisie als men te vroeg kiest voor een van de mogelijke hypothesen en die als waar aanneemt. Op dat moment kunnen belangrijke aanwijzingen die niet passen bij die hypothese over het hoofd gezien worden. Een voorbeeld van zo'n hypothese is de veronderstelling dat een bepaalde verdachte de dader is.

## Filtering van signalen
In een uitgebreid of complex onderzoek worden honderden of duizenden aanwijzingen, waarnemingen en signalen verzameld. Het is lastig om uit al die signalen díe signalen te selecteren, waarmee kan worden vastgesteld wat er werkelijk gebeurd is, of wat er werkelijk gaande is. 
Bovendien treden er vaak tegenstrijdige signalen op, bijvoorbeeld: 
- Volgens de ene getuige had de overvaller een groene trui, volgens de andere was het een bruine.
- De patiënt vertoont verschijnselen die passen bij een hartinfarct, maar daarnaast ook symptomen die daar niet bij passen.
- De ene indicator geeft aan dat het koelwaterniveau in de kern van de reactor te hoog staat, volgens de andere indicator staat het te laag.

Deze tegenstrijdige signalen kunnen worden veroorzaakt, doordat sommige signalen vals zijn. Een getuige kan zich vergissen. Een niveaumeter kan defect zijn. Bij het onderzoek moet men dus inschatten welk signaal juist is en welk signaal vals.
Als de onderzoeker slachtoffer is geworden van een tunnelvisie, zal hij systematisch alle signalen die in strijd zijn met de gekozen verklaring afdoen als valse signalen.

## Tunnelvisie bij politieonderzoek
Het verschijnsel kwam in Nederland in de aandacht toen het geconstateerd werd bij politie-onderzoek. In deze context is tunnelvisie (ook wel kokervisie) een proces waarin een rechercheteam kan geraken als er gedurende het onderzoek te zeer gefocust wordt op de hoofdverdachte en rechercheurs – bewust of onbewust – niet meer letten op andere invalshoeken. Zo is dat gebeurd in de strafzaken van de Zaanse paskamermoord, de Vuurwerkramp Enschede, de Schiedammer parkmoord, Lucia de Berk en de Deventer moordzaak.

## Tunnelvisie bij de overheid
De term tunnelvisie wordt ook gebruikt om de denkwijze aan te duiden die ervoor zorgt dat bepaalde overheidsprojecten waarvan het nut twijfelachtig is, toch worden doorgezet. De betrokken bestuurders, politici en/of ambtenaren zijn er zo van overtuigd dat hun project nuttig is voor de samenleving, dat zij alle kritische geluiden negeren, onderdrukken of ombuigen in een voor het project gunstige richting. Zelfs als er een punt is bereikt waarop algemeen wordt ingezien dat het project beter niet had kunnen worden gestart, wordt het toch doorgezet omdat de besluitvorming al te ver heen is of omdat er al veel geld aan de voorbereiding is besteed. Men is dan soms wel bereid te erkennen dat men zich door tunnelvisie heeft laten leiden en dat er lessen zullen worden getrokken voor eventuele projecten in de toekomst.